# Neuroradiologia delle sequele dei trattamenti antitumorali
La neuroradiologia delle sequele dei trattamenti antitumorali si avvale della tomografia computerizzata e soprattutto dell'imaging a risonanza magnetica che consente mediante le sequenze di diffusione e la spettroscopia di indagare anche la microstruttura dell'encefalo. L'esecuzione di un'indagine a risonanza magnetica è sempre raccomandata prima di effettuare un trattamento di una neoplasia cerebrale per definire lo stato di salute iniziale del parenchima con l'intento di confrontarlo successivamente per rilevare gli effetti dei trattamenti nel tempo. Se le terapie chirurgiche hanno effetto solo nella zona operata, la chemioterapia e la radioterapia danno spesso una tossicità diffusa a tutto l'organo.

## Sequenze RM per lo studio delle sequele dei trattamenti antitumorali

### Sequenze fondamentali
- SE T1 pesate acquisite in assiale per analisi morfologica e ricerca di emorragie
- SE T1 pesate acquisite nei tre piani dello spazio dopo somministrazione di mezzo di contrasto per rilevare un eventuale danno della barriera emato-encefalica (BEE)
- FSE T2 pesate acquisite sul piano coronale per lo studio della fossa cranica posteriore e del tronco encefalico oltre che sul piano assiale per la ricerca di emorragie, leucoencefalopatia o edema
- GE T2* pesate per la ricerca di depositi di derivazione ematico-emorragica, da metalli pesanti o calcificazioni
- pesate in diffusione per la ricerca di ischemie acute e per differenziare le poroencefalie da residui di malattia dopo chirurgia, ascessi o cisti post-chirurgiche
- FLAIR acquisite sul piano assiale per la ricerca di processi espansivi, gliosi o edema in sede subcorticale o paraventricolare

### Sequenze aggiuntive
- Angio RM 3D TOF per lo studio della vascolarizzazione, del flusso ematico e dei vasi attorno alla zona sottoposta a chirurgia
- Angio-RM PC per lo studio dei seni e dei vasi venosi alla ricerca di trombi (anche neoplastici)
- Spettroscopia RM come imaging spettroscopico per la diagnosi differenziale fra recidiva di malattia, esiti riparativi, radionecrosi, e ischemie acute
- sequenze di perfusione EPI-GRE acquisite dopo somministrazione di mezzo di contrasto per la diagnosi differenziale fra recidive di malattia ed esiti dei trattamenti[2]

## Sequele dopo chirurgia
Il tipo di intervento chirurgico e la sua tempistica rispetto all'acquisizione delle immagini determina la tipologia di reperti descritta dal neuroradiologo. In particolare una craniectotomia (asportazione di osso cranico e sua sostituzione con patch di materiale sintetico) dà esiti differenti rispetto a una craniotomia in cui il lembo osseo viene riposizionato in sede al termine dell'intervento, con differente sutura delle meningi a livello della breccia chirurgica.

### Sequele fisiologiche
Utilizzare il mezzo di contrasto nell'acquisizione delle immagini dopo chirurgia è fondamentale per la ricerca di recidive di malattia o di complicanze infiammatorie e infettive. Di norma dopo tre giorni dall'intervento non si rilevano alterazioni contrastografiche (salvo interventi particolarmente invasivi) pertanto tale intervallo di tempo è il migliore per la ricerca di recidive di malattia (è pertanto definito finestra diagnostica). Dal quarto giorno in poi di solito si rileva un'impregnazione diffusa e sottile del mezzo di contrasto a carico di tutto il margine chirurgico che persiste fino a due mesi dall'intervento con intensità variabile ed è dovuta sia ad aumento locale della permeabilità della BEE sia a fenomeni di perfusione di lusso. In caso di radioterapia successiva tale reperto può sussistere fino a sei mesi. La cavità dell'intervento contiene spesso residui ematici che appaiono pertanto iperintensi nelle sequenze T1 pesate e possono agire da confondenti se non vengono acquisite immagini senza mezzo di contrasto. Di solito il bordo iperintenso da mezzo di contrasto tende a sparire nel giro di 8-10 settimane in seguito al cessare dei processi riparativi, tuttavia una più precoce scomparsa di questo reperto può essere secondaria a terapie steroidee. L'uptake di mezzo di contrasto in sede meningea dopo chirurgia persiste per anni e ha significato patologico solo se assume morfologia irregolare. Altre impregnazioni fisiologiche in sede encefalica che possono indurre errori diagnostici si possono avere a carico dei plessi corioidei e dell'ependima e anche i seni venosi resi radiopachi possono indurre errori se non riconosciuti. Dato che anche le aree ischemiche possono captare il mezzo di contrasto, anche queste possono essere confuse con recidive di malattia; nei casi dubbi le sequenze di diffusione, flusso e la spettroscopia possono aiutare nella diagnosi.
Subito dopo l'intervento chirurgico la tomografia computerizzata consente di verificare il corretto posizionamento dei lembi ossei o delle patch, oltre che degli zaffi adiposi di solito posti come riempimento dopo l'asportazione di un meningioma. Alla risonanza magnetica subito dopo l'intervento si osserva edema a carico dei tessuti molli iperintenso nelle sequenze T2 pesate e in quelle T1 pesate ottenute dopo somministrazione del mezzo di contrasto. Sono spesso evidenziabili anche raccolte fluide (per osservare meglio quelle a carico della fossa cranica posteriore conviene acquisire immagini sul piano sagittale anche di questa zona). I focolai emorragici appaiono iperintensi nelle sequenze T1 pesate, mentre le raccolte aeree mostrano assenza di segnale in tutte le sequenze.
Tardivamente in sede di intervento permane una cavità glioporotica le cui pareti appaiono iperintense nelle sequenze a TR lungo mentre le aree liquide presentano segnale liquorale. La recidive di malattia vanno ricercate in presenza di questi quadri clinici utilizzando la spettroscopia, che evidenzia incremento del picco della colina superiore al 15-20% del normale non associato a contemporaneo aumento del mioinositolo.

### Sequele patologiche e complicanze

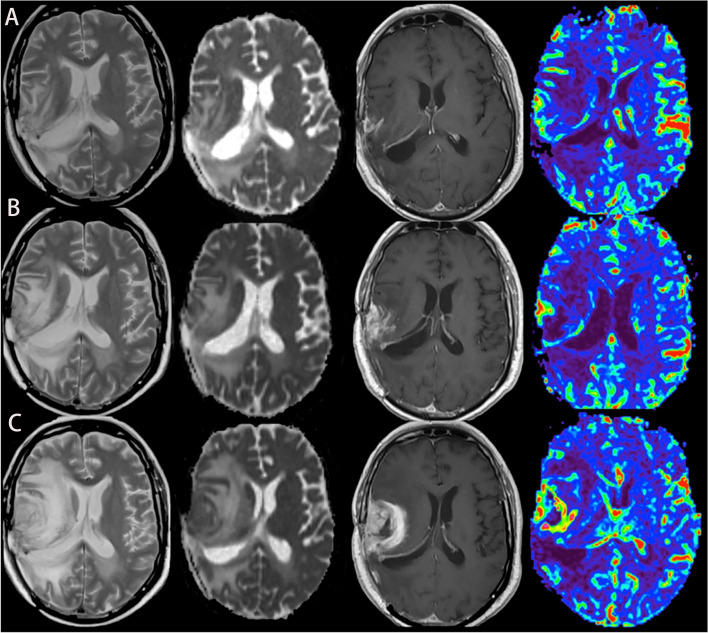
Glioblastoma recidivato durante immunoterapia osservato mediante RM. Da sinistra a destra: sequenza FLAIR, mappa ADC, sequenza T1 pesata dopo mezzo di contrasto e mappa di flusso ematico regionale (rCBV). Col passare del tempo si osserva incremento ed espansione del segnale RM in tutte le sequenze

Le emorragie sono la complicanza più frequente nelle 24 ore successive a un intervento chirurgico o una biopsia intracranica e a volte sono talmente estese da dare effetto massa e richiedere un reintervento d'urgenza (un minimo screzio emorragico dopo l'intervento di solito invece regredisce ed è meritevole solo di controllo nel tempo). L'emorragia subaracnoidea è la principale complicanza precoce degli interventi endovascolari. La sola tomografia computerizzata senza mezzo di contrasto permette di identificare agevolmente in acuto questa complicanza come un'area iperdensa, mentre il segnale della risonanza magnetica varia in funzione del tempo trascorso dall'emorragia (neuroradiologia delle emorragie). Un accumulo di liquido proteinaceo nella cavità chirurgica (iperintenso in T1) può a volte nella risonanza magnetica mimare un'emorragia.
L'ischemia in seguito a un intervento chirurgico intracranico è spesso data dalla compressione esercitata sui vasi arteriosi dall'edema ed è caratterizzata da elevato segnale nelle sequenze a TR lungo associata a ipointensità in quelle T1 pesate. Le sequenze DWI permettono di distinguere l'edema da ischemia da quello post-chirurgico (neuroradiologia dell'ischemia).
La tomografia computerizzata a strato sottile è l'esame ideale per rilevare malposizionamenti di presidi chirurgici e dell'opercolo osseo, oltre che eventuali corpi estranei lasciati per sbaglio nel letto operatorio (che spesso sono dotati di porzioni radiopache). La presenza di raccolte fluide nella sede di craniotomia deve far ipotizzare una diastasi della sutura ossea chirurgica. Raramente può osservarsi riassorbimento dell'opercolo osseo, spesso dovuto a basso trofismo della dura madre sottostante, risolvibile mediante cranioplastica.
Un'infezione a carico della ferita chirurgica o del letto operatorio può essere rilevata utilizzando il mezzo di contrasto in quanto tale aree presentano netta impregnazione contrastografica. Anche la presenza di raccolte fluide e soprattutto di aria è indicativa di infezione in atto. L'infezione può poi espandersi dando osteomielite a livello cranico oppure cerebrite o meningoencefalite (neuroradiologia delle infezioni). Alla risonanza magnetica i tessuti infetti presentano elevato segnale nelle sequenze a TR lungo e sono disomogenee dopo somministrazione del mezzo di contrasto (in caso di empiema l'uptake è periferico). Alla risonanza magnetica la zona infetta presenta un cercine periferico iperintenso nelle sequenze T2 pesate e FLAIR che circonda il letto operatorio caratterizzato da segnale disomogeneo per la presenza di falde fluide e materiale proteico oltre che di aria. Le sequenze DWI sono fondamentali per il riconoscimento degli ascessi. Una rara complicanza infettiva è la trombosi di un seno venoso, ben evidente anche alla tomografia computerizzata eseguita senza mezzo di contrasto e non sempre localizzata a livello di un seno venoso vicino al letto operatorio (neuroradiologia vascolare).
L'idrocefalo è una complicanza tardiva di un'eventuale procedura chirurgica intracranica ed è ben valutabile anche con la sola tomografia computerizzata, tuttavia la risonanza magnetica mediante le sequenze T2* pesate e cine-RM permette rispettivamente di identificare tracce di emosiderina dovute a emorragie di vecchia data e di studiare la dinamica liquorale alla ricerca di eventuali cause ostruttive.

## Sequele dopo radioterapia
I trattamenti radioterapici interessano ovviamente anche i tessuti sani dell'encefalo e richiedono un lasso di tempo da tre a sei mesi (se non anni) per manifestare appieno i loro effetti. Le sequele radioindotte sono di solito classificate come acute (fino a 4-6 settimane dal trattamento), subacute (fra 2 e 6 mesi dal trattamento) o tardive (da 6 a 8 mesi dal trattamento). Tali effetti sono in funzione della dose di radiazioni somministrata e della grandezza del campo operatorio e sono molto comuni con dosaggi di radiazioni elevati (le tecniche di radioterapia stereotassica o di radiochirurgia permettono di irradiare con alte dosi volumi molto piccoli e specifici riducendo molto queste complicanze). Dato che gli esiti subacuti e tardivi possono interessare anche aree molto distanti da quelle trattate è molto facile cadere in errori interpretativi negli esami neuroradiologici di ricontrollo dopo i trattamenti, motivo per cui è appropriato in tali casi usare sequenze di risonanza magnetica avanzate (diffusione, flusso e spettroscopia) per la diagnosi differenziali fra questi esiti e le recidive di malattia. La medicina nucleare mediante la PET con 11C metionina o altri traccianti oncotropi come la 18F - DOPA e la 18F - tirosina fornisce una metodica estremamente accurata per questo quesito diagnostico. Il fisiologico uptake cerebrale di fluorodesossiglucosio rende invece questo tracciante inadatto per questo tipo di studi.

### Sequele acute
Subito dopo i trattamenti radianti l'esito più comune è la comparsa di edema vasogenico dovuto ad aumentata permeabilità della barriera emato-encefalica, che può portare a ipertensione endocranica. In tali casi la risonanza magnetica può essere negativa o evidenziare aree iperintense nelle sequenze a TR lungo e normali nelle sequenze DWI.

### Sequele subacute
Sono conseguenza del danno a carico dell'endotelio vasale e degli oligodendrociti e si presentano come aree di demielinizzazione, localizzate preferibilmente a livello dei nuclei della base, della sostanza bianca profonda e dei peduncoli cerebrali. Clinicamente si osservano di solito sonnolenza e segni neurologici nella maggioranza dei casi reversibili (l'interessamento dei nervi cranici può dare neuropatie selettive che non sempre regrediscono). Le aree colpite, spesso molto estese, appaiono alla risonanza magnetica iperintense nelle sequenze T2 pesate e FLAIR e di solito non mostrano alterazioni di segnale nelle sequenze DWI.

### Pseudoprogressione
Questa sequela insorge di solito entro tre mesi dopo un trattamento chemio-radioterapico combinato ed è caratterizzata da incremento dimensionale e aumentata impregnazione contrastografica a carico delle lesioni trattate. Allo stato attuale delle tecniche e delle conoscenze nessuna tecnica neuroradiologica può distinguere con certezza la pseudoprogressione dalla progressione vera di malattia, motivo per cui in tali casi si ricorre a ripetute indagini di follow-up. La psudoprogressione si evidenzia neuroradiologicamente in modo molto variabile, tuttavia di solito è caratterizzata da aumentati valori nelle mappe di ADC, da aumento di lattati e colina e riduzione dell'NAA in spettoscopia e da modeste alterazioni del flusso ematico nelle sequenze di perfusione. La medicina nucleare mediante le metodiche PET è di estrema utilità in questa diagnosi differenziale.

### Pseudorisposta
Dopo trattamento con farmaci inibitori della via del VEGF è possibile a livello delle lesioni osservare una normalizzazione della permeabilità della barriera emato-encefalica che si manifesta con riduzione dell'uptake locale del mezzo di contrasto, che può simulare una risposta terapeutica oltre che favorire la diffusione delle cellule neoplastiche (evidenziabile mediante sequenze DWI).

### Sequele tardive
Possono essere focali o diffuse.

#### Forme focali
Le teleangectasie sono spesso asintomatiche, tipiche dell'età pediatrica (incidenza circa del 20% dei casi) e secondarie a danno vasale. In alcuni casi evolvono in pseudocisti e necessitano di essere drenate. Di solito interessano i nuclei della base, la sostanza bianca periventricolare e profonda.
A seguito di trattamenti chemio-radioterapici i cavernomi sono una manifestazione frequente nei bambini e nei giovani adulti. Alla risonanza magnetica presentano un aspetto reticolato iperintenso nelle sequenze T2 pesate associato a un orletto ipointenso in quelle T2* pesate per la presenza in tale sede di emosiderina.
Le psudocisti spesso insorgono nella zona sottoposta a radioterapia e presentano alla risonanza magnetica segnale simile al liquor a livello del loro lume, mentre a differenza delle aree ischemiche non presentano segnale iperintenso in periferia nelle sequenze FLAIR.
Piccole emorragie a seguito di trattamenti radioterapici possono essere facilmente evidenziate dalla tomografia computerizzata. I trattamenti radioterapici possono esitare anche in piccole ischemie localizzate.
La radionecrosi è la sequela tardiva con comportamento più aggressivo per via della sua rapida velocità di estensione. Può interessare sia l'area trattata sia altre zone dell'encefalo ed è più facile che insorga in soggetti chemio-radiotrattati (specie dopo somministrazione di cisplatino e carboplatino). Spesso tale fenomeno è associato a danno vasale con trombosi e ischemie. Alla risonanza magnetica la radionecrosi si confonde con le recidive di lesioni tumorali aggressive in quanto mostra un quadro estremamente simile. L'aspetto più tipico è quello "a bolle di sapone" evidente come multiple aree tondeggianti iperintense nelle sequenze T2 pesate e FLAIR (la parte centrale meno necrotica in tali casi spesso è un po' meno iperintensa). Dopo somministrazione del mezzo di contrasto si osserva netto uptake a cercine. Un altro aspetto tipico è quello "a formaggio svizzero" caratterizzato da un uptake di mezzo di contrasto più diffuso. Le sequenze pesate in diffusione, quelle di flusso e soprattutto la spettroscopia possono aiutare nella diagnosi differenziale con le recidive di malattia (in particolare i rapporti colina/NAA e colina/creatina sono più elevati nelle recidive rispetto alla radionecrosi, mentre le mappe ADC mostrano valori più alti nella radionecrosi e il flusso è maggiore nelle recidive). La medicina nucleare mediante le metodiche PET presenta un'elevata accuratezza nel distinguere la recidiva di malattia dalla radionecrosi.

#### Forme diffuse
La leucoencefalopatia è una rara complicanza dei trattamenti chemio-radioterapici che può anche portare all'exitus del paziente, caratterizzata da danno assonale. Tipicamente colpisce persone di età maggiore a 60 anni, trattati con alte dosi di radioazione e in associazione con farmaci neurotossici come il metotrexate. La sede più colpita è la sostanza bianca periventricolare dei centri semiovali, ma spesso interessa la sostanza bianca profonda in toto. Alla risonanza magnetica le zone colpite presentano segnale iperintenso nelle sequenze a TR lungo che possono essere confuse con aree ischemiche in pazienti che spesso sono anche vasculopatici. È possibile osservare iperintensità puntiformi dopo mezzo di contrasto da danno vasale.
L'atrofia è una conseguenza dell'irradiazione di tutto l'encefalo ed è evidente all'imaging come ampliamento degli spazi liquorali.

## Sequele da farmaci
La chemioterapia antitumorale utilizzata sia per trattare i tumori cerebrali sia neoplasie in altre porzioni dell'organismo, come anche diversi altri farmaci neurotossici, può portare ad alterazioni encefaliche spesso reversibili rilevabili mediante risonanza magnetica. I principi attivi più spesso implicati sono il metrotrexate, la ciclosporina, la vincristina, la citarabina, la L - asparagina, gli steroidi, le anfetamine e il cisplatino. Tali effetti tossici sono potenziati da una concomitante radioterapia, in quanto questa rende più permeabile la barriera emato-encefalica. Anche la somministrazione intratecale o endoarteriosa possono favorire danni con questo meccanismo per via di un migliore assorbimento a livello parenchimale delle molecole coinvolte o dare una meningite chimica. Nei pazienti di età avanzata e vasculopatici la tossicità chemioindotta può anche evidenziarsi con ischemie ed edema, mentre concomitanti alterazioni della crasi ematica e le neoplasie ematologiche favoriscono le emorragie.
Le sequele da farmaci si definiscono acute se avvengono entro 50 giorni dalla somministrazione, subacute o ritardate se si manifestano entro qualche mese o croniche  se insorgono nel corso di mesi o anni e di solito mantengono alcuni esiti a lungo termine.

### Sequele acute
Il metotrexate in acuto può dare delle manifestazioni cliniche e neuroradiologiche simili allo stroke ischemico, probabilmente causate da un transitorio incremento dei livelli ematici di omocisteina che portano al danno endoteliale; lo stesso farmaco inoltre stimola i fibroblasti al rilascio di adenosina, con conseguente vasodilatazione ed alterato rilascio di diversi neurotrasmettitori. A livello RM il quadro è identico a quello di un ictus ischemico ed anche in questo caso una diagnosi tempestiva porta ad una prognosi migliore.
Oltre alle forme simil-strole il metotrexate può anche portare alla sindrome dell'encefalite posteriore reversibile caratterizzata da edema interessante in modo simmetrico inizialmente i lobi occipitali e parietali per poi estendersi ai lobi frontali, tempo-occipitali ed al cervelletto. Tale sindrome è anche associata a maggior rischio di eventi ischemici ed emorragici e si suppone sia causata da un effetto vasomotorio del farmaco con conseguente aumento della permeabilità della BEE. Alla RM il quadro di edema simmetrico appare evidente utilizzando sequenze a TR lungo.

### Sequele subacute
La delayed leucoencefalopathy with stroke-like presentation syndrome è un'encefalite subacuta causata anch'essa dal metotrexate, somministrato ad alte dosi per via intratecale. I sintomi clinici sono simili a quelli dello stroke ischemico ma sono altalenanti ed interessano entrambi gli emisferi. Tale sindrome si distingue neuroradiologicamente dalla tossicità acuta data dallo stesso farmaco perché non mostra alterazioni delle sequenze pesate in diffusione, al contrario di quanto si vede nella controparte acuta. Le aree colpite hanno di solito sede periventricolare e mostrano netta ipointensità nelle mappe di ADC, oltre a non mostrare potenziamento dopo somministrazione di mezzo di contrasto.

### Sequele croniche
La leucoencefalopatia è la più frequente sequela cronica chemioindotta. Può essere reversibile o meno. Anche in questo caso la causa più frequente è il metotrexate (somministrato endovena). Neuroradiologicamente e clinicamente tale patologia è identica alla forma analoga indotta dalla radioterapia descritta nel paragrafo precedente (senza i segni di danno vascolare visibili nella controparte come puntiformi impregnazioni contrastografiche).